# Тим Робинс
Тим Робинс (на английски: Tim Robbins) е американски актьор, сценарист, режисьор и продуцент. Живее с актрисата Сюзан Сарандън, с която споделя леви убеждения. 

## Биография
Роден е на 16 октомври 1958 г. в Уест Ковина, Калифорния, но отива в Гринуич Вилидж със семейството си, когато е все още много малък. По това време баща му, Джил Робинс, правил кариера като член на фолклорната музикална група Дъ Хайуеймен (Разбойниците). Робинс се присъединил към Театър за Ню Йорк на 12-годишна възраст, и се записал в кръжока по театрално изкуство в Стайвесънт Хайскул. Робинс прекарва две години в Държавния университет Платсбърг, а след това се връща в Калифорния, за да учи театрално изкуство в Калифорнийския университет в Лос Анджелис.
Когато се дипломира през 1981 г., Робинс основава Актьорската банда (Actor's Gang) в Лос Анджелис. Това е експериментална театрална трупа, в която участват негови приятели от отбора по софтбол в колежа. Робинс получава малки роли за няколко филми, като през 1988 г. пробива с филма за бейзбол „Бул Дърам“, където играе ролята на питчъра „Ядрения“ Ла Луш. По време на снимките се запознава с актрисата Сюзън Сарандън и оттогава са заедно. Имат двама сина.
Получава добри отзиви от страна на критиката за ролята си на аморен студиен администратор във филма „Играчът“ (1992). Прави дебюта си като режисьор и сценарист с „Боб Робъртс“ (1992), документално-комичнен филм за популистки десничарски кандидат за президент. Оттогава той е режисирал, продуцирал и написал сценарии за няколко филма със силно, но тънко политическо съдържание. Робинс участва и в няколко хитови ленти като „Паника на Арлингтън Роуд“ (1999) и „Антитръст“ (2001). Той продължава да участва и да режисира театралните спектакли на Актьорската банда.
Робинс живее в Ню Йорк Сити със Сюзън Сарандън и трите им деца. Той е открит противник на глобализацията и през 2003 г. се изказва против нахлуването в Ирак. През 2003 г. е отменено празненството по случай 15-годишнината от „Бул Дюръм“ в Националната бейзболна зала на славата поради спорове относно антивоенната позиция на Робинс и Сарандън.
През 2003 г. печели Оскар за най-добра поддържаща роля за ролята си във филма „Реката на тайните“.

## Избрана филмография
| Година | Филм                             | Оригинално заглавие                   | Роля                  | Режисьор        |
| ------ | -------------------------------- | ------------------------------------- | --------------------- | --------------- |
| 1984   | Голямата афера                   |                                       |                       |                 |
| 1985   | Твоя е                           |                                       |                       |                 |
| 1985   | Братска ваканция                 |                                       |                       |                 |
| 1986   | Топ Гън                          | Top Gun                               | Самюъл Уелс (Мерлин)  | Тони Скот       |
| 1986   | Патокът Хауърд                   |                                       |                       |                 |
| 1987   | Пет ъгъла                        |                                       |                       |                 |
| 1988   | Звукозаписи                      |                                       |                       |                 |
| 1988   | Бул Дърам                        | Bull Durham                           | Еби Келвин ЛаЛуш      | Рон Шелтън      |
| 1989   | Ерик викинга                     |                                       |                       |                 |
| 1989   | Мис Файъркракър                  |                                       |                       |                 |
| 1990   | Автокъща                         |                                       |                       |                 |
| 1990   | Стълбата на Джейкъб              |                                       |                       |                 |
| 1992   | Играчът                          |                                       |                       |                 |
| 1992   | Боб Робъртс                      |                                       |                       |                 |
| 1993   | Преки пътища                     |                                       |                       |                 |
| 1994   | Прет-а-порте                     |                                       |                       |                 |
| 1994   | Генерално пълномощно             | The Hudsucker Proxy                   | Норвил Бърнс          | Джоел Коен      |
| 1994   | Изкуплението Шоушенк             | The Shawshank Redemption              | Анди Дюфрейн          | Франк Дарабонт  |
| 1994   | Коефициент на интелигентност     |                                       |                       |                 |
| 1997   | Нищо за губене                   |                                       |                       |                 |
| 1999   | Остин Пауърс: Шпионинът любовник | Austin Powers: The Spy Who Shagged Me | президент на САЩ      | Джей Роуч       |
| 1999   | Паника на Арлингтън Роуд         |                                       |                       |                 |
| 2000   | Мисия до Марс                    | Mission to Mars                       | Ууди Блейк            | Брайън Де Палма |
| 2000   | Момичета от класа                | High Fidelity                         | Иън (Рей) Реймънд     | Стивън Фриърс   |
| 2001   | Антитръст                        |                                       |                       |                 |
| 2001   | Човешката природа                |                                       |                       |                 |
| 2002   | Истината за Чарли                | The Truth About Charlie               | Карсън Дайл           | Джонатан Деми   |
| 2003   | Параграф 46                      |                                       |                       |                 |
| 2003   | Реката на тайните                | Mystic River                          | Дейв Бойл             | Клинт Истууд    |
| 2005   | Затура                           | Zathura: A Space Adventure            | баща                  | Джон Фавро      |
| 2005   | Война на световете               | War of the Worlds                     | Харлан                | Стивън Спилбърг |
| 2006   | Tenacious D: Перото на съдбата   |                                       |                       |                 |
| 2006   | Земя в пламъци                   |                                       |                       |                 |
| 2008   | Тайната на скрития град          |                                       |                       |                 |
| 2011   | Зеленият фенер                   | Green Lantern                         | сенатор Робърт Хамънд | Мартин Кембъл   |
| 2011   | Истинско кино                    |                                       |                       |                 |
| 2013   | Лесна плячка                     |                                       |                       |                 |
| 2015   | Перфектен ден                    |                                       |                       |                 |

Режисьор и сценарист
- „Боб Робъртс“ (1992)
- „Осъденият на смърт идва“ (1995)
- „Когато буря връхлети“ (1999)